# 大分県の廃止市町村一覧
大分県の廃止市町村一覧（おおいたけんのはいししちょうそんいちらん）は、大分県における市制・町村制施行（1889年4月1日）後に、市町村合併や他の自治体に統合されることなどにより廃止した市町村の一覧である。単なる名称の変更は対象としない。
- 町村が「町制」・「市制」を施行し町・市となるケース
  - 「市町村」以外の表記名を変更しなかった自治体は一覧に含まれない。（例：別府町 → 別府市）
  - 町制・市制を施行した際に名称を変更した場合も一覧に含まれない。（例：野津市村 → 野津町）
- 市町村が名称変更した場合は一覧に含まれない。
- 所属郡が変更になった場合は一覧に含まれない。
- 市町村合併で廃止した市町村のケース
  - 編入合併した場合の、存続市町村は廃止に当たらないので一覧に含まれない。
  - 編入合併した場合の、廃止した市町村は一覧に含まれる。
  - 新設合併した場合の、廃止した市町村は一覧に含まれる。
  - 新設合併した場合の、名称が残った市町村も一覧に含まれる。（例：竹田市 → 旧・竹田市）
- 分割や分立をしたケース
  - 分割で廃止した市町村は一覧に含まれる。
  - 分立で存続した市町村は一覧に含まれない。（例：東中浦村一部 → 中浦村。東中浦村は存続）

## 1909年以前
- 東国東郡小原村 （1901年4月1日）東国東郡国東町に編入のため
- 日田郡豆田町 （1901年9月7日）日田郡日田町新設のため
- 日田郡隈町 （1901年9月7日）日田郡日田町新設のため
- 速見郡（旧）別府町 （1906年4月1日）速見郡別府町新設のため
- 速見郡浜脇町 （1906年4月1日）速見郡別府町新設のため
- 大分郡（旧）大分町 （1907年4月1日）大分郡大分町新設のため
- 大分郡西大分町 （1907年4月1日）大分郡大分町新設のため
- 大分郡荏隈村 （1907年4月1日）大分郡大分町新設のため
- 大分郡豊府村 （1907年4月1日）大分郡大分町新設のため
- 大分郡（旧）竹中村 （1907年4月1日）大分郡竹中村新設のため
- 大分郡河原内村 （1907年4月1日）大分郡竹中村新設のため
- 大分郡（旧）稙田村 （1907年4月1日）大分郡稙田村新設のため
- 大分郡西稙田村 （1907年4月1日）大分郡稙田村新設のため
- 大分郡（旧）野津原村 （1907年4月1日）大分郡野津原村新設のため
- 大分郡諏訪村 （1907年4月1日）大分郡野津原村新設のため
- 大野郡大野村 （1907年6月1日）大野郡東大野村新設のため
- 大野郡田中村 （1907年6月1日）大野郡東大野村新設のため
- 大野郡中井田村 （1907年6月1日）大野郡東大野村新設のため
- 大野郡土師村 （1907年6月1日）大野郡東大野村新設のため
- 大野郡養老村 （1907年6月1日）大野郡東大野村新設のため
- 北海部郡東大在村 （1907年6月1日）北海部郡大在村新設のため
- 北海部郡西大在村 （1907年6月1日）北海部郡大在村新設のため
- 北海部郡佐賀村 （1907年7月1日）北海部郡佐賀市村新設のため
- 北海部郡市村 （1907年7月1日）北海部郡佐賀市村新設のため
- 北海部郡神馬木村 （1907年7月1日）北海部郡神崎村新設のため
- 北海部郡大志生木村 （1907年7月1日）北海部郡神崎村新設のため
- 北海部郡中臼杵村 （1907年7月1日）北海部郡南津留村新設のため
- 北海部郡上南津留村 （1907年7月1日）北海部郡南津留村新設のため
- 北海部郡（旧）臼杵町 （1907年7月1日）北海部郡臼杵町新設のため
- 北海部郡市浜村 （1907年7月1日）北海部郡臼杵町新設のため
- 北海部郡下南津留村 （1907年7月1日）北海部郡臼杵町新設のため
- 北海部郡上浦村 （1907年7月1日）北海部郡臼杵町新設のため
- 西国東郡（旧）高田町 （1907年4月1日）西国東郡高田町新設のため
- 西国東郡玉津町 （1907年4月1日）西国東郡高田町新設のため
- 西国東郡来縄村 （1907年4月1日）西国東郡高田町新設のため
- 西国東郡美和村 （1907年4月1日）西国東郡高田町新設のため

## 1910年～1919年
この10年間に県内に廃止市町村なし

## 1920年～1929年
- 下毛郡大江村 （1925年4月1日）下毛郡中津町に編入のため
- 下毛郡豊田村 （1925年4月1日）下毛郡中津町に編入のため
- 下毛郡小楠村 （1929年4月1日）下毛郡中津町に編入のため

## 1930年～1939年
- 大野郡南緒方村 （1932年4月1日）大野郡合川村・大野郡緒方村に分割編入のため
- 北海部郡（旧）津久見町 （1933年4月1日）北海部郡津久見町新設のため
- 北海部郡青江町 （1933年4月1日）北海部郡津久見町新設のため
- 北海部郡下浦村 （1933年4月1日）北海部郡津久見町新設のため
- 下毛郡桜洲村 （1933年4月1日）下毛郡新昭村新設のため
- 下毛郡尾紀村 （1933年4月1日）下毛郡新昭村新設のため
- 速見郡（旧）杵築町 （1933年4月1日）速見郡杵築町新設のため
- 東国東郡大内村 （1933年4月1日）速見郡杵築町新設のため
- 速見郡亀川町 （1935年9月4日）別府市に編入のため
- 速見郡石垣村 （1935年9月4日）別府市に編入のため
- 速見郡朝日村 （1935年9月4日）別府市に編入のため
- 速見郡東村 （1936年1月1日）速見郡杵築町に編入のため
- 速見郡北由布村 （1936年4月1日）速見郡由布院村新設のため
- 速見郡南由布村 （1936年4月1日）速見郡由布院村新設のため
- 南海部郡（旧）佐伯町 （1937年4月1日）南海部郡佐伯町新設のため
- 南海部郡鶴岡村 （1937年4月1日）南海部郡佐伯町新設のため
- 南海部郡上堅田村 （1937年4月1日）南海部郡佐伯町新設のため
- 大分郡別保村 （1938年4月1日）大分郡鶴崎町に編入のため
- 大分郡八幡村 （1939年8月15日）大分市に編入のため
- 大分郡滝尾村 （1939年8月15日）大分市に編入のため
- 大分郡東大分村 （1939年8月15日）大分市に編入のため

## 1940年～1949年
- 日田郡日田町 （1940年12月11日）日田市新設のため
- 日田郡西有田村 （1940年12月11日）日田市新設のため
- 日田郡三花村 （1940年12月11日）日田市新設のため
- 日田郡光岡村 （1940年12月11日）日田市新設のため
- 日田郡朝日村 （1940年12月11日）日田市新設のため
- 日田郡三芳村 （1940年12月11日）日田市新設のため
- 日田郡高瀬村 （1940年12月11日）日田市新設のため
- 東国東郡上伊美村 （1940年12月23日）東国東郡伊美村に編入のため
- 大野郡井田村 （1941年4月1日）大野郡千歳村新設のため
- 大野郡柴原村 （1941年4月1日）大野郡千歳村新設のため
- 西国東郡西真玉村 （1941年4月1日）西国東郡真玉村新設のため
- 西国東郡中真玉村 （1941年4月1日）西国東郡真玉村新設のため
- 南海部郡佐伯町 （1941年4月29日）佐伯市新設のため
- 南海部郡西上浦村 （1941年4月29日）佐伯市新設のため
- 南海部郡八幡村 （1941年4月29日）佐伯市新設のため
- 南海部郡大入島村 （1941年4月29日）佐伯市新設のため
- 北海部郡（旧）坂ノ市町 （1941年11月3日）北海部郡坂ノ市町新設のため
- 北海部郡小佐井村 （1941年11月3日）北海部郡坂ノ市町新設のため
- 北海部郡丹生村 （1941年11月3日）北海部郡坂ノ市町新設のため
- 直入郡（旧）竹田町 （1942年4月1日）直入郡竹田町新設のため
- 直入郡岡本村 （1942年4月1日）直入郡竹田町新設のため
- 直入郡明治村 （1942年4月1日）直入郡竹田町新設のため
- 直入郡豊岡村 （1942年4月1日）直入郡竹田町新設のため
- 大分郡三佐村 （1943年4月1日）大分郡鶴崎町に編入のため
- 下毛郡鶴居村 （1943年8月8日）中津市に編入のため
- 下毛郡大幡村 （1943年8月8日）中津市に編入のため
- 下毛郡如水村 （1943年8月8日）中津市に編入のため
- 大分郡日岡村 （1943年11月11日）大分市に編入のため
- 大分郡桃園村 （1944年2月11日）大分郡鶴崎町に編入のため

## 1950年～1959年
- 北海部郡臼杵町 （1950年4月1日）臼杵市新設のため
- 北海部郡海辺村 （1950年4月1日）臼杵市新設のため
- 宇佐郡明治村 （1951年4月1日）宇佐郡深見村新設のため
- 宇佐郡龍王村 （1951年4月1日）分割し、宇佐郡深見村新設・宇佐郡安心院町に編入のため
- 大野郡（旧）野津町 （1951年4月1日）大野郡野津町新設のため
- 大野郡田野村 （1951年4月1日）大野郡野津町新設のため
- 大野郡（旧）三重町 （1951年4月1日）大野郡三重町新設のため
- 大野郡百枝村 （1951年4月1日）大野郡三重町新設のため
- 大野郡新田村 （1951年4月1日）大野郡三重町新設のため
- 大野郡菅尾村 （1951年4月1日）大野郡三重町新設のため
- 北海部郡津久見町 （1951年4月1日）津久見市新設のため
- 北海部郡日代村 （1951年4月1日）津久見市新設のため
- 北海部郡四浦村 （1951年4月1日）津久見市新設のため
- 北海部郡保戸島村 （1951年4月1日）津久見市新設のため
- 下毛郡三保村 （1951年4月1日）中津市に編入のため
- 下毛郡東耶馬渓村 （1951年4月1日）下毛郡本耶馬渓村新設のため
- 下毛郡上津村 （1951年4月1日）下毛郡本耶馬渓村新設のため
- 下毛郡津民村 （1951年4月1日）下毛郡中耶馬溪村新設のため
- 下毛郡山移村 （1951年4月1日）下毛郡中耶馬溪村新設のため
- 下毛郡下郷村 （1951年4月1日）下毛郡中耶馬溪村新設のため
- 下毛郡三郷村 （1951年4月1日）下毛郡山国村新設のため
- 下毛郡溝部村 （1951年4月1日）下毛郡山国村新設のため
- 下毛郡槻木村 （1951年4月1日）下毛郡山国村新設のため
- 西国東郡（旧）高田町 （1951年4月1日）西国東郡高田町新設のため
- 西国東郡河内村 （1951年4月1日）西国東郡高田町新設のため
- 西国東郡東都甲村 （1951年4月1日）西国東郡高田町新設のため
- 西国東郡西都甲村 （1951年4月1日）西国東郡高田町新設のため
- 西国東郡草地村 （1951年4月1日）西国東郡高田町新設のため
- 南海部郡直見村 （1951年4月1日）南海部郡直川村新設のため
- 南海部郡川原木村 （1951年4月1日）南海部郡直川村新設のため
- 速見郡中山香町 （1951年4月1日）速見郡山香町新設のため
- 速見郡東山香村 （1951年4月1日）速見郡山香町新設のため
- 速見郡上村 （1951年4月1日）速見郡山香町新設のため
- 下毛郡耶馬溪村 （1953年4月1日）下毛郡中耶馬溪村に編入のため
- 宇佐郡（旧）四日市町 （1954年3月31日）宇佐郡四日市町新設のため
- 宇佐郡天津村 （1954年3月31日）宇佐郡四日市町新設のため
- 宇佐郡長峰村 （1954年3月31日）宇佐郡四日市町新設のため
- 宇佐郡横山村 （1954年3月31日）宇佐郡四日市町新設のため
- 宇佐郡麻生村 （1954年3月31日）宇佐郡四日市町新設のため
- 宇佐郡糸口村 （1954年3月31日）宇佐郡四日市町新設のため
- 宇佐郡高家村 （1954年3月31日）宇佐郡四日市町新設のため
- 宇佐郡八幡村 （1954年3月31日）宇佐郡四日市町新設のため
- 宇佐郡駅館村 （1954年3月31日）宇佐郡駅川村新設のため
- 宇佐郡豊川村 （1954年3月31日）宇佐郡駅川村新設のため
- 宇佐郡西馬城村 （1954年3月31日）宇佐郡駅川村新設のため
- 大分郡鶴崎町 （1954年3月31日）鶴崎市新設のため
- 大分郡明治村 （1954年3月31日）鶴崎市新設のため
- 大分郡高田村 （1954年3月31日）鶴崎市新設のため
- 大分郡松岡村 （1954年3月31日）鶴崎市新設のため
- 大分郡川添村 （1954年3月31日）鶴崎市新設のため
- 大分郡戸次町 （1954年3月31日）大分郡大南町新設のため
- 大分郡判田村 （1954年3月31日）大分郡大南町新設のため
- 大分郡吉野村 （1954年3月31日）大分郡大南町新設のため
- 大分郡竹中村 （1954年3月31日）大分郡大南町新設のため
- 北海部郡佐志生村 （1954年3月31日）臼杵市に編入のため
- 北海部郡下ノ江村 （1954年3月31日）臼杵市に編入のため
- 北海部郡下北津留村 （1954年3月31日）臼杵市に編入のため
- 北海部郡上北津留村 （1954年3月31日）臼杵市に編入のため
- 北海部郡南津留村 （1954年3月31日）臼杵市に編入のため
- 下毛郡真坂村 （1954年3月31日）下毛郡三和村（即日改称、三光村）新設のため
- 下毛郡深秣村 （1954年3月31日）下毛郡三和村（即日改称、三光村）新設のため
- 下毛郡山口村 （1954年3月31日）下毛郡三和村（即日改称、三光村）新設のため
- 下毛郡東谷村 （1954年3月31日）下毛郡本耶馬渓村に編入のため
- 下毛郡西谷村 （1954年3月31日）下毛郡本耶馬渓村に編入のため
- 下毛郡深耶馬溪村 （1954年3月31日）下毛郡耶馬溪村に編入のため
- 直入郡竹田町 （1954年3月31日）竹田市新設のため
- 直入郡豊岡村 （1954年3月31日）竹田市新設のため
- 直入郡玉来町 （1954年3月31日）竹田市新設のため
- 直入郡松本村 （1954年3月31日）竹田市新設のため
- 直入郡入田村 （1954年3月31日）竹田市新設のため
- 直入郡嫗岳村 （1954年3月31日）竹田市新設のため
- 直入郡宮砥村 （1954年3月31日）竹田市新設のため
- 直入郡菅生村 （1954年3月31日）竹田市新設のため
- 直入郡宮城村 （1954年3月31日）竹田市新設のため
- 直入郡城原村 （1954年3月31日）竹田市新設のため
- 直入郡（旧）久住町 （1954年3月31日）直入郡久住町新設のため
- 直入郡白丹村 （1954年3月31日）直入郡久住町新設のため
- 西国東郡呉崎村 （1954年3月31日）西国東郡高田町に編入のため
- 西国東郡（旧）真玉村 （1954年3月31日）西国東郡真玉村新設のため
- 西国東郡上真玉村 （1954年3月31日）西国東郡真玉村新設のため
- 西国東郡臼野村 （1954年3月31日）西国東郡真玉村新設のため
- 速見郡（旧）日出町 （1954年3月31日）速見郡日出町新設のため
- 速見郡豊岡町 （1954年3月31日）速見郡日出町新設のため
- 速見郡藤原村 （1954年3月31日）速見郡日出町新設のため
- 速見郡川崎村 （1954年3月31日）速見郡日出町新設のため
- 速見郡大神村 （1954年3月31日）速見郡日出町新設のため
- 東国東郡（旧）国東町 （1954年3月31日）東国東郡国東町新設のため
- 東国東郡富来町 （1954年3月31日）東国東郡国東町新設のため
- 東国東郡来浦町 （1954年3月31日）東国東郡国東町新設のため
- 東国東郡豊崎村 （1954年3月31日）東国東郡国東町新設のため
- 東国東郡上国崎村 （1954年3月31日）東国東郡国東町新設のため
- 東国東郡旭日村 （1954年3月31日）分割し、東国東郡国東町・東国東郡武蔵町新設のため
- 東国東郡（旧）武蔵町 （1954年3月31日）東国東郡武蔵町新設のため
- 東国東郡中武蔵村 （1954年3月31日）東国東郡武蔵町新設のため
- 東国東郡（旧）安岐町 （1954年3月31日）東国東郡安岐町新設のため
- 東国東郡西安岐町 （1954年3月31日）東国東郡安岐町新設のため
- 東国東郡南安岐村 （1954年3月31日）東国東郡安岐町新設のため
- 東国東郡西武蔵村 （1954年3月31日）東国東郡安岐町新設のため
- 東国東郡朝来村 （1954年3月31日）東国東郡安岐町新設のため
- 西国東郡田染村 （1954年5月31日）西国東郡豊後高田町（即日市制、豊後高田市）に編入のため
- 西国東郡（旧）香々地町 （1954年8月31日）西国東郡香々地町新設のため
- 西国東郡三浦村 （1954年8月31日）西国東郡香々地町新設のため
- 西国東郡三重村 （1954年8月31日）西国東郡香々地町新設のため
- 大分郡（旧）挾間町 （1954年10月1日）大分郡挾間町新設のため
- 大分郡石城川村 （1954年10月1日）大分郡挾間町新設のため
- 大分郡由布川村 （1954年10月1日）大分郡挾間町新設のため
- 大分郡谷村 （1954年10月1日）大分郡挾間町新設のため
- 下毛郡和田村 （1954年10月1日）中津市に編入のため
- 西国東郡朝田村 （1954年10月1日）西国東郡大田村新設のため
- 西国東郡田原村 （1954年10月1日）西国東郡大田村新設のため
- 大分郡阿南村 （1954年11月1日）大分郡庄内村新設のため
- 大分郡東庄内村 （1954年11月1日）大分郡庄内村新設のため
- 大分郡西庄内村 （1954年11月1日）大分郡庄内村新設のため
- 大分郡南庄内村 （1954年11月1日）大分郡庄内村新設のため
- 大分郡阿蘇野村 （1954年11月1日）大分郡庄内村新設のため
- 大野郡上井田村 （1954年12月20日）大野郡朝地村新設のため
- 大野郡西大野村 （1954年12月20日）大野郡朝地村新設のため
- 宇佐郡（旧）安心院町 （1955年1月1日）宇佐郡安心院町新設のため
- 宇佐郡佐田村 （1955年1月1日）宇佐郡安心院町新設のため
- 宇佐郡深見村 （1955年1月1日）宇佐郡安心院町新設のため
- 宇佐郡津房村 （1955年1月1日）宇佐郡安心院町新設のため
- 宇佐郡（旧）院内村 （1955年1月1日）宇佐郡院内村新設のため
- 宇佐郡東院内村 （1955年1月1日）宇佐郡院内村新設のため
- 宇佐郡南院内村 （1955年1月1日）宇佐郡院内村新設のため
- 宇佐郡両川村 （1955年1月1日）宇佐郡院内村新設のため
- 宇佐郡高並村 （1955年1月1日）宇佐郡院内村新設のため
- 大野郡（旧）緒方町 （1955年1月1日）大野郡緒方町新設のため
- 大野郡長谷川村 （1955年1月1日）大野郡緒方町新設のため
- 大野郡上緒方村 （1955年1月1日）大野郡緒方町新設のため
- 大野郡小富士村 （1955年1月1日）大野郡緒方町新設のため
- 大野郡牧口村 （1955年1月1日）大野郡清川村新設のため
- 大野郡合川村 （1955年1月1日）大野郡清川村新設のため
- 大野郡白山村 （1955年1月1日）大野郡清川村新設のため
- 北海部郡（旧）佐賀関町 （1955年1月1日）北海部郡佐賀関町新設のため
- 北海部郡神崎村 （1955年1月1日）北海部郡佐賀関町新設のため
- 北海部郡一尺屋村 （1955年1月1日）北海部郡佐賀関町新設のため
- 大分郡稙田村 （1955年2月1日）大分郡大分村新設のため
- 大分郡東稙田村 （1955年2月1日）大分郡大分村新設のため
- 大分郡賀来村 （1955年2月1日）大分郡大分村新設のため
- 大分郡（旧）由布院町 （1955年2月1日）大分郡湯布院町新設のため
- 大分郡湯平村 （1955年2月1日）大分郡湯布院町新設のため
- 下毛郡今津町 （1955年2月1日）中津市に編入のため
- 玖珠郡野上町 （1955年2月1日）玖珠郡九重町新設のため
- 玖珠郡飯田村 （1955年2月1日）玖珠郡九重町新設のため
- 玖珠郡東飯田村 （1955年2月1日）玖珠郡九重町新設のため
- 玖珠郡南山田村 （1955年2月1日）玖珠郡九重町新設のため
- 直入郡久住町 （1955年3月20日）直入郡久住都町新設のため
- 直入郡都野村 （1955年3月20日）直入郡久住都町新設のため
- 大野郡（旧）野津町 （1955年3月28日）大野郡野津町新設のため
- 大野郡川登村 （1955年3月28日）大野郡野津町新設のため
- 大野郡南野津村 （1955年3月28日）大野郡野津町新設のため
- 大野郡（旧）犬飼町 （1955年3月28日）大野郡犬飼町新設のため
- 大野郡長谷村 （1955年3月28日）大野郡犬飼町新設のため
- 大野郡戸上村 （1955年3月28日）大野郡犬飼町新設のため
- 宇佐郡（旧）宇佐町 （1955年3月31日）宇佐郡宇佐町新設のため
- 宇佐郡北馬城村 （1955年3月31日）宇佐郡宇佐町新設のため
- 宇佐郡封戸村 （1955年3月31日）分割し、宇佐郡宇佐町新設・豊後高田市に編入のため
- 宇佐郡（旧）長洲町 （1955年3月31日）宇佐郡長洲町新設のため
- 宇佐郡柳ヶ浦町 （1955年3月31日）宇佐郡長洲町新設のため
- 宇佐郡和間村 （1955年3月31日）宇佐郡長洲町新設のため
- 大分郡（旧）野津原村 （1955年3月31日）大分郡野津原村新設のため
- 大分郡今市村 （1955年3月31日）大分郡野津原村新設のため
- 直入郡長湯町 （1955年3月31日）直入郡直入町新設のため
- 直入郡下竹田村 （1955年3月31日）直入郡直入町新設のため
- 日田郡東有田村 （1955年3月31日）日田市に編入のため
- 日田郡小野村 （1955年3月31日）日田市に編入のため
- 日田郡大鶴村 （1955年3月31日）日田市に編入のため
- 日田郡夜明村 （1955年3月31日）日田市に編入のため
- 日田郡五和村（1955年3月31日）日田市に編入のため
- 日田郡五馬村 （1955年3月31日）日田郡栄村新設のため
- 日田郡馬原村 （1955年3月31日）日田郡栄村新設のため
- 日田郡中川村 （1955年3月31日）日田郡栄村新設のため
- 南海部郡下堅田村 （1955年3月31日）佐伯市に編入のため
- 南海部郡青山村 （1955年3月31日）佐伯市に編入のため
- 南海部郡木立村 （1955年3月31日）佐伯市に編入のため
- 南海部郡東中浦村 （1955年3月31日）南海部郡鶴見村新設のため
- 南海部郡中浦村 （1955年3月31日）南海部郡鶴見村新設のため
- 南海部郡西中浦村 （1955年3月31日）南海部郡鶴見村新設のため
- 南海部郡（旧）蒲江町 （1955年3月31日）南海部郡蒲江町新設のため
- 南海部郡上入津村 （1955年3月31日）南海部郡蒲江町新設のため
- 南海部郡下入津村 （1955年3月31日）南海部郡蒲江町新設のため
- 南海部郡名護屋村 （1955年3月31日）南海部郡蒲江町新設のため
- 玖珠郡（旧）玖珠町 （1955年3月31日）玖珠郡玖珠町新設のため
- 玖珠郡森町（1955年3月31日）玖珠郡玖珠町新設のため
- 玖珠郡八幡村 （1955年3月31日）玖珠郡玖珠町新設のため
- 玖珠郡北山田村 （1955年3月31日）玖珠郡玖珠町新設のため
- 速見郡（旧）山香町 （1955年3月31日）速見郡山香町新設のため
- 速見郡立石町 （1955年3月31日）速見郡山香町新設のため
- 速見郡山浦村 （1955年3月31日）速見郡山香町新設のため
- 直入郡荻村 （1955年4月1日）直入郡荻町新設のため
- 直入郡柏原村 （1955年4月1日）直入郡荻町新設のため
- 速見郡杵築町 （1955年4月1日）杵築市新設のため
- 速見郡八坂村 （1955年4月1日）杵築市新設のため
- 速見郡北杵築村 （1955年4月1日）杵築市新設のため
- 東国東郡奈狩江村 （1955年4月1日）杵築市新設のため
- 東国東郡伊美町 （1955年4月1日）東国東郡国見町新設のため
- 東国東郡熊毛村 （1955年4月1日）東国東郡国見町新設のため
- 南海部郡中野村 （1955年6月1日）南海部郡本匠村新設のため
- 南海部郡因尾村 （1955年6月1日）南海部郡本匠村新設のため
- 南海部郡明治村 （1956年2月1日）南海部郡昭和村新設のため
- 南海部郡上野村 （1956年2月1日）南海部郡昭和村新設のため
- 南海部郡切畑村 （1956年2月1日）南海部郡昭和村新設のため
- 速見郡南端村 （1956年4月1日）別府市・速見郡日出町に分割編入のため

## 1960年～1969年
- 東国東郡（旧）国見町 （1960年3月31日）東国東郡国見町新設のため
- 東国東郡竹田津町 （1960年3月31日）東国東郡国見町新設のため
- 旧・大分市 （1963年3月10日）大分市新設のため
- 鶴崎市 （1963年3月10日）大分市新設のため
- 大分郡大南町 （1963年3月10日）大分市新設のため
- 大分郡大分町 （1963年3月10日）大分市新設のため
- 北海部郡坂ノ市町 （1963年3月10日）大分市新設のため
- 北海部郡大在村 （1963年3月10日）大分市新設のため
- 宇佐郡宇佐町 （1967年4月1日）宇佐市新設のため
- 宇佐郡駅川町 （1967年4月1日）宇佐市新設のため
- 宇佐郡四日市町 （1967年4月1日）宇佐市新設のため
- 宇佐郡長洲町 （1967年4月1日）宇佐市新設のため

## 1970年～1999年
この30年間で県内に廃止市町村なし

## 2000年～
- 旧・臼杵市 （2005年1月1日）臼杵市新設のため
- 大野郡野津町 （2005年1月1日）臼杵市新設のため
- 大分郡野津原町 （2005年1月1日）大分市に編入のため
- 北海部郡佐賀関町 （2005年1月1日）大分市に編入のため
- 下毛郡本耶馬渓町 （2005年3月1日）中津市に編入のため
- 下毛郡耶馬溪町 （2005年3月1日）中津市に編入のため
- 下毛郡山国町 （2005年3月1日）中津市に編入のため
- 下毛郡三光村 （2005年3月1日）中津市に編入のため
- 旧・佐伯市 （2005年3月3日）佐伯市新設のため
- 南海部郡上浦町 （2005年3月3日）佐伯市新設のため
- 南海部郡弥生町 （2005年3月3日）佐伯市新設のため
- 南海部郡本匠村 （2005年3月3日）佐伯市新設のため
- 南海部郡直川村 （2005年3月3日）佐伯市新設のため
- 南海部郡鶴見町 （2005年3月3日）佐伯市新設のため
- 南海部郡米水津村 （2005年3月3日）佐伯市新設のため
- 南海部郡蒲江町 （2005年3月3日）佐伯市新設のため
- 南海部郡宇目町 （2005年3月3日）佐伯市新設のため
- 日田郡天瀬町 （2005年3月22日）日田市に編入のため
- 日田郡大山町 （2005年3月22日）日田市に編入のため
- 日田郡前津江村 （2005年3月22日）日田市に編入のため
- 日田郡中津江村 （2005年3月22日）日田市に編入のため
- 日田郡上津江村 （2005年3月22日）日田市に編入のため
- 旧・宇佐市 （2005年3月31日）宇佐市新設のため
- 宇佐郡安心院町 （2005年3月31日）宇佐市新設のため
- 宇佐郡院内町 （2005年3月31日）宇佐市新設のため
- 大野郡朝地町 （2005年3月31日）豊後大野市新設のため
- 大野郡犬飼町 （2005年3月31日）豊後大野市新設のため
- 大野郡大野町 （2005年3月31日）豊後大野市新設のため
- 大野郡緒方町 （2005年3月31日）豊後大野市新設のため
- 大野郡三重町 （2005年3月31日）豊後大野市新設のため
- 大野郡清川村 （2005年3月31日）豊後大野市新設のため
- 大野郡千歳村 （2005年3月31日）豊後大野市新設のため
- 旧・豊後高田市 （2005年3月31日）豊後高田市新設のため
- 西国東郡真玉町 （2005年3月31日）豊後高田市新設のため
- 西国東郡香々地町 （2005年3月31日）豊後高田市新設のため
- 旧・竹田市 （2005年4月1日）竹田市新設のため
- 直入郡荻町 （2005年4月1日）竹田市新設のため
- 直入郡久住町 （2005年4月1日）竹田市新設のため
- 直入郡直入町 （2005年4月1日）竹田市新設のため
- 旧・杵築市 （2005年10月1日）杵築市新設のため
- 西国東郡大田村 （2005年10月1日）杵築市新設のため
- 速見郡山香町 （2005年10月1日）杵築市新設のため
- 大分郡挾間町 （2005年10月1日）由布市新設のため
- 大分郡庄内町 （2005年10月1日）由布市新設のため
- 大分郡湯布院町 （2005年10月1日）由布市新設のため
- 東国東郡国見町 （2006年3月31日）国東市新設のため
- 東国東郡国東町 （2006年3月31日）国東市新設のため
- 東国東郡武蔵町 （2006年3月31日）国東市新設のため
- 東国東郡安岐町 （2006年3月31日）国東市新設のため